# Baltasar Moscoso y Sandoval
Pour les articles homonymes, voir Moscoso.
Baltasar Moscoso y Sandoval  (né le 9 mars 1589 à Saint-Jacques-de-Compostelle en  Espagne et mort le 17 septembre 1665 à Madrid), est un cardinal espagnol de l'Église catholique du XVIIe siècle, nommé par le pape Paul V. Il est un parent éloigné du cardinal Bernardo de Rojas y Sandoval (1599) et un neveu du cardinal Francisco Gómez Rojas de Sandoval (1618).

## Biographie
Baltasar Moscoso y Sandoval est recteur du Colegio Mayor de San Salvador de Oviedo (1608), chanoine  et doyen de la cathédrale de Tolède et archidiacre de Guadalajara.
Le pape Paul V le crée cardinal lors du consistoire du 2 décembre 1615. Le cardinal Moscoso est élu évêque de Jaén en 1619.
Le cardinal Moscoso y Sandoval ne participe pas au conclave de 1621, lors duquel Grégoire XV est élu pape, ni au conclave de 1623 (élection d'Urbain VIII), au conclave  de 1644 (élection d'Innocent X) ni à celui de 1655 (élection d'Alexandre VII).